# ¿Quién la ha visto morir?
¿Quién la ha visto morir? es un giallo o thriller italiano dirigido por Aldo Lado en 1972.

## Argumento
Un reconocido escultor (George Lazenby) llega a su residencia de Venecia en compañía de su pequeña hija. Su tranquila vida se verá alterada por la desaparición y posterior muerte de la niña, lo que le destrozará. La mujer del escultor (Anita Strindberg) llega a Venecia para reencontrarse con él, y ambos permanecen en la ciudad para investigar en el entorno de un grupo de personas de buena posición, al parecer relacionados con otros crímenes similares, y que tienen bastantes secretos que ocultar.

## Comentario
Perteneciente al subgénero conocido como giallo, popularizado por realizadores como Dario Argento, Mario Bava o Lucio Fulci, thrillers con una considerable carga de violencia y sexo, ¿Quién la ha visto morir? es una coproducción italo-alemana del año 1972. El decadente escenario de la ciudad de Venecia prestó un ambiente especial a la historia, que aborda algunos temas difíciles, como la religión, o los crímenes relacionados con la infancia. Protagonizó George Lazenby, el actor australiano que asumiera brevemente el papel de James Bond en un único film, junto a dos actrices, la sueca Anita Strindberg y la francesa Dominique Boschero, habituales en las coproducciones europeas de la época.
La banda sonora pertenece a Ennio Morricone, quien ya compusiera las bandas sonoras pertenecientes a los gialli de Dario Argento. El maestro romano empleó básicamente en esta ocasión coros de voces infantiles, tanto en los momentos de mayor tensión, como en los más relajados.

## Títulos
Coproducción italo-alemana, los títulos en italiano y alemán fueron, respectivamente, Chi L'ha Vista Morire? y Die Stadt Wird Zum Alptraum. El título en inglés para la distribución internacional fue Who Saw Her Die?. En España se exhibió como ¿Quién la ha visto morir?, título que ha mantenido en los sucesivos pases televisivos (Antena 3 TV, Canales Teuve).